# Palpares schoutedeni
Palpares schoutedeni är en insektsart som beskrevs av Navás 1925. Palpares schoutedeni ingår i släktet Palpares och familjen myrlejonsländor. Inga underarter finns listade i Catalogue of Life.